# Longidorus leptocephalus
Longidorus leptocephalus är en rundmaskart. Longidorus leptocephalus ingår i släktet Longidorus, och familjen Longidoridae. Arten är reproducerande i Sverige.